# Земляна черепаха велетенська
Земляна черепаха велетенська (Heosemys grandis) — вид черепах з роду Земляна черепаха родини Азійські прісноводні черепахи. Інша назва «велика індокитайська шишкувата черепаха».

## Опис
Загальна довжина карапаксу досягає 43,5 см. Голова середнього розміру, морда дещо опукла й витягнута. Карапакс сплощений, сильно подовжений, у задній частині має зубчатий край. Також на карапаксі розташовано зубчатий кіль. Пластрон широкий й масивний. Самці мають заглиблення у пластроні. Хвіст довгий та товстий. Пальці мають слабко розвинені перетинки.
Забарвлення голови коливається від темно—коричневий до сіро—коричневого з жовтими чи коричневими плямами. Колір карапаксу різниться: від коричневого до чорного. Кіль значно світліший за основне забарвлення. Пластрон жовтий і зазвичай має чіткий малюнок з променистих коричневих ліній.

## Спосіб життя
Полюбляє різні водойми у місцевості з численними пагорбами, багато часу проводить на суші. Харчується рослинною їжею, особливо полюбляє фрукти червоного й жовтого кольорів. Може іноді полювати на дрібних безхребетних.
Парування відбувається після того, як підвищується температура води після зимівлі. У цей період самиці та самці можуть бути досить агресивні. Самиця відкладає до 8 яєць розміром яєць 65×35 мм. За температури 28 °C, вологості 100 % інкубаційний період триває 150–170 днів. Черепашенята народжуються розміром близько 43 мм, вагою 23 г. Перший час виключно м'ясоїдні.

## Розповсюдження
Мешкають від басейну р. Пегу у М'янмі через Таїланд, В'єтнам, Лаос й Камбоджу до Малайзії.